# 藤井正彦
藤井 正彦（ふじい まさひこ、1944年（昭和19年）7月2日 - ）は、山口県の政治家。元山口県新南陽市長。元山口県新南陽市議会議長。山口県桜ケ丘高等学校卒。

## 経歴
- 日新製鋼社員
- 福川青年団長
- 1969年 山口県都濃郡南陽町議会議員1期目当選（25歳）
- 1973年 山口県新南陽市議会議員2期目当選（29歳）
- 1977年 山口県新南陽市議会議員3期目当選（31歳）
- 1981年 山口県新南陽市議会議員4期目当選（37歳）
- 1985年 山口県新南陽市議会議員5期目当選（41歳）
- 1989年 山口県新南陽市議会議員6期目当選（45歳）
- 1991年 山口県議会議員（新南陽市選挙区）落選（47歳）（現職友田音一に敗れる）
  - 落選中は衆議院議員佐藤信二秘書を務める。
- 1995年 山口県新南陽市長1期目当選（51歳）（現職藤本博吉を破る）
- 1999年 山口県新南陽市長落選（55歳）（新人吉村徳昌=前市議、元助役=に敗れる）
- 2003年 新設合併に伴う山口県周南市長落選（58歳）（河村和登=元徳山市長=に敗れる）

## 市長時代の功績
- 市長選挙では「周南合併実現」を公約に掲げ、合併に慎重な現職藤本博吉を破った。これによって膠着状態だった徳山市、新南陽市などの合併論議が急速に進み、周南市誕生につながった。

## 現在
- ユーディーエンジニアリング㈱周南営業所　専務取締役
- 新南陽商工会議所議員